# Autoroute Edéa - Kribi
L'autoroute Edéa - Kribi est une autoroute camerounaise, qui relie la ville de Edéa au port en eaux profondes de Kribi. 
En 2021, elle est en cours de construction par la China Communication Construction Company.

## Description
L'autoroute relie deux villes du sud Cameroun. Elle s'étend sur 108 kilomètres, jusqu’à Mboro. La vitesse de référence est de 110 km/h sur une largeur de la plate-forme 25m. en 2X3 voies de 3,75m et terre plein central de  3m + 2 bandes d’arrêt d’urgence de 3m.

## Phases du projet
Les travaux ont commencé le 1er janvier 2015.

### Phase 1
Les travaux de la première phase (38,5 km + 4 km), sont exécutés par la China Harbour Engineering Company à 88,2% en  novembre 2020. Cette entreprise - qui gère le port de Kribi - construit et gère l'autoroute. La livraison est prévue pour 2021. La mise en route de ce tronçon de l'autoroute s'est effectuée finalement à la 2de moitié de l'année 2022 et le concessionnaire rencontre, quelques mois après cette mise en route, des difficultés d'exploitation.

### Phase 2
La phase 2 porte sur 92 km, 04 échangeurs, 05 ouvrages de franchissement que sont les ponts sur le Nyong (225 m) et sur la Lokoudjé (200 m). 
Le projet est évalué à 512,3 milliards FCFA (482,6 milliards FCFA de travaux, 24,3 milliards de contrôle et 5,4 milliards d'indemnisations).

## Coûts
Elle est entièrement financée par des fonds chinois. Le contrat est converti lorsque la partie camerounaise ne peut pas financer sa contre partie. Le projet est aussi exploité par la partie chinoise en Partenariat Public-Privé,,. 

## Impacts socio-économiques
Une fois achevée, cette autoroute permettra de réduire la durée de trajet entre Edéa et Kribi. Le pont sur la Lobé est réalisé. L'autoroute permet une connexion au port en contournant la ville de Kribi.